# Fétichisme du robot

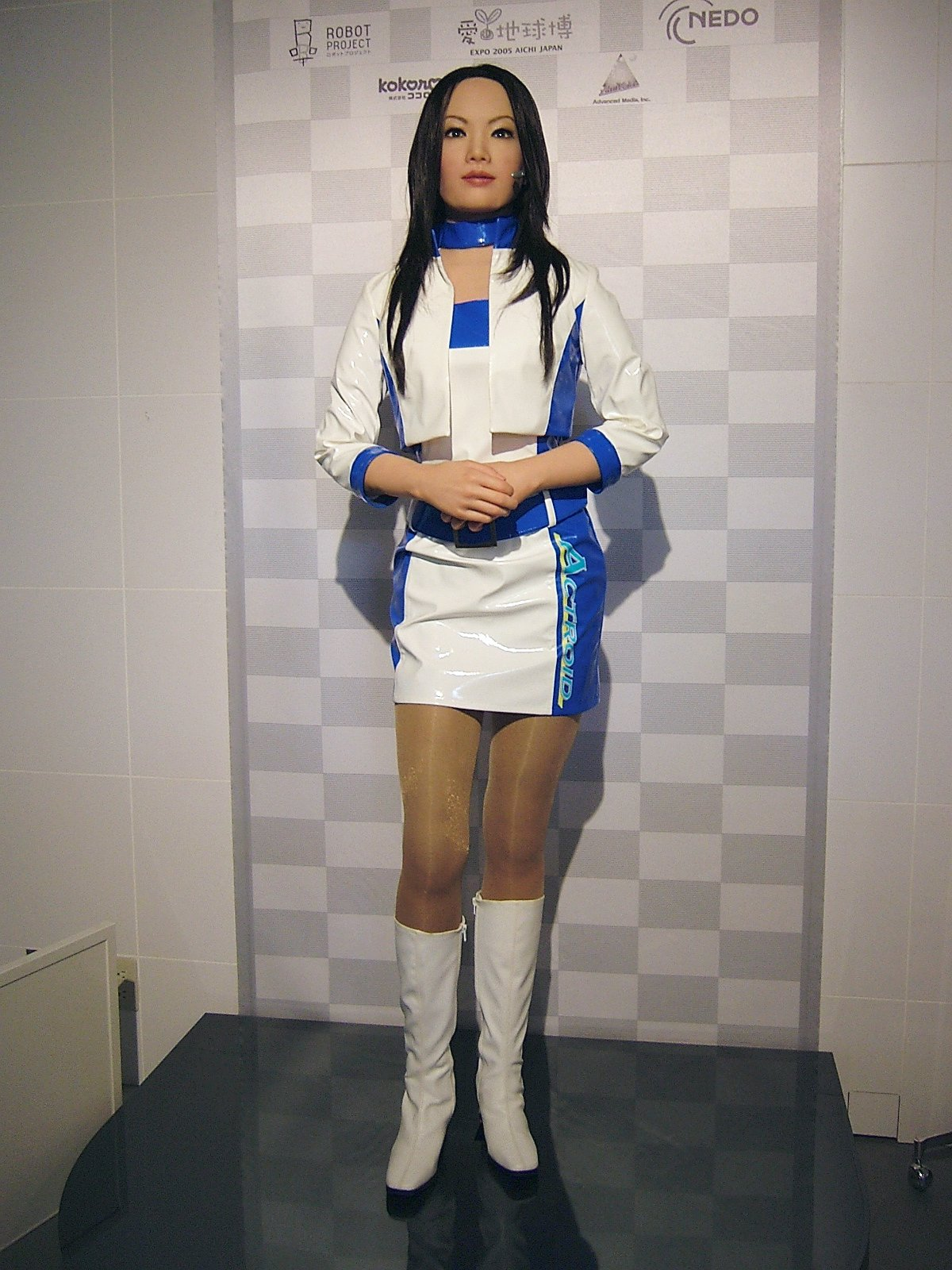
Actroid fabriqué par Kokoro Company Ltd.

Le fétichisme du robot (ou technosexualité,) est une attirance fétichiste pour les androïdes, et pour les individus agissant comme des robots ou habillés en robots. Un fantasme moins répandu de ce type de fétichisme inclut la transformation en robot. Dans ce cas, ce type de fétichisme est similaire à l'agalmatophilie, qui implique l'attirance sexuelle ou la transformation en statues ou mannequins. 
Le fétichisme du robot peut être perçu comme une forme anthropomorphisme érotique. Il peut être perçu comme une objectification érotique lorsqu'il est impliqué dans des jeux de rôle,.

## Description
Les communautés anglophones désignent ce type de fétichisme sous les initiales de « ASFR » ; ces initiales proviennent d'un ancien groupe sur Usenet alt.sex.fetish.robots. Bon nombre de ces fétichistes se déclarent eux-mêmes comme technosexuels, ou comme « ASFRiens. » L'ASFR peut se diviser en deux types surréalistes et distincts de fantasmes,,. Le premier implique pour le fétichiste le désir de posséder une partenaire androïde ; cette partenaire peut être appelée à exécuter des actes sexuels. Le fait que cette partenaire soit entièrement robotisée et obéissante en fait une attirance sexuelle pour le fétichiste.
Le second type de fantasme de l'ASFR est nommé « transformation » dans lequel un partenaire humain devient un androïde. C'est le processus de la transformation qui attire sexuellement le fétichiste,,. La plupart des membres de l'ASFR préfèrent l'un de ces deux types de fantasmes,,. Dans certains cas, cette préférence est très forte.
Les aspects de ce fétichisme appréciés par la communauté ASFR varient grandement. Pour certains, l'apparence, les sons ou la personnalité robotiques provoquent l'excitation. Pour d'autres, un robot à l'apparence humaine provoque l'excitation. 